# Арналдо Тамайо Мендес
Арналдо Тамайо Мендес (на испански: Arnaldo Tamayo Méndez) е първият кубински космонавт и първият латиноамериканец в космоса, летял на борда на съветския космически кораб „Союз 38“ заедно с командира на полета Юрий Романенко. Мисията продължава от 18 септември до 26 септември 1980 г.
Завършва Кубинската военновъздушна академия и става пилот от кубинските ВВС. Избран за участник в международната програма „Интеркосмос“ на 1 март 1978 г. За дубльор е избран Хосе Армандо Лопес Фалкон..
Излита заедно с Юрий Романенко на космическия кораб „Союз 38“ на 18 септември 1980 в 19:11 UTC. След скачването със станцията „Салют-6“ А. Мендес и Ю. Романенко провеждат експерименти с цел изясняване причините на синдрома за адаптация в космоса.
След извършването на 124 обиколки на Земята (7 денонощия 20 часа и 43 минути) двамата космонавти се приземяват на около 180 км от гр. Джезказган, Казахстан през нощта.
По-късно А. Мендес става директор на Дружеството за военно-патриотично образование („SEPMI“), (кубински аналог на българската организация ОСО). Малко след това му е присвоено званието бригаден генерал и е назначен за директор по международните въпроси на кубинските ВВС.
Женен (съпруга Мария Лобаина), има 2 сина – Орландо (1968) и Арналдо (1970).